# Пуерто-де-Сан-Вісенте
Пуерто-де-Сан-Вісенте (ісп. Puerto de San Vicente) — муніципалітет в Іспанії, у складі автономної спільноти Кастилія-Ла-Манча, у провінції Толедо. Населення — 232 особи (2010).
Муніципалітет розташований на відстані близько 160 км на південний захід від Мадрида, 100 км на захід від Толедо.

## Демографія
Динаміка населення (INE ):

## Галерея зображень

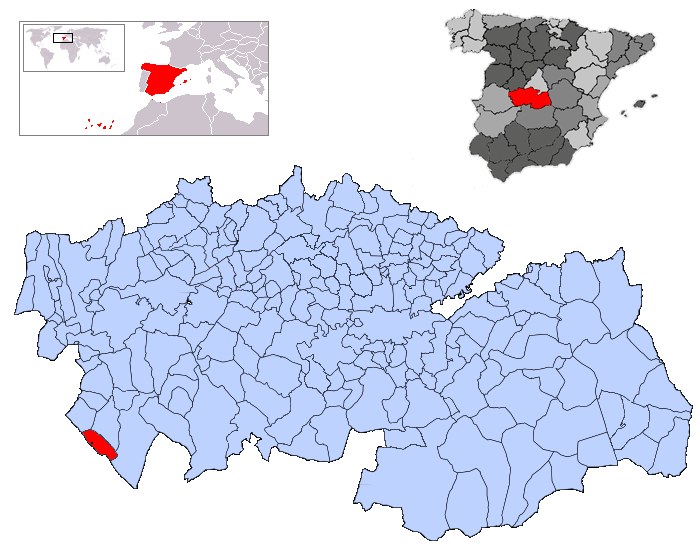
Розташування муніципалітету у провінції Толедо